# Вероника сахалинская
Вероника сахалинская (лат. Veronica sachalinensis) — многолетнее травянистое растение, вид рода Вероника (Veronica) семейства Подорожниковые (Plantaginaceae).

## Распространение и экология
Сахалин, главным образом в средней части.
Произрастает в мелколиственных лесах.

## Ботаническое описание
Стебли прямые, мощные, голые или опушенные, бороздчатые.
Листья сидячие, в мутовках по 5—9, ланцетные, заострённые, длиной 10—20 см, шириной 2—3 см, к основанию клиновидные, по краю заострённо-тонко-пильчатые, с загнутыми к верхушке, остроконечными зубчиками, сверху голые, снизу опушённые или совсем голые.
Цветки многочисленные, в верхушечных колосовидных соцветиях длиной 15—40 см. Цветоножки длиной около 1 мм; прицветники линейные, тонко заострённые. Чашечка длиной около 3,5 мм, из пяти неравных, линейных, заострённых, голых долей; венчик длиной около 6 мм, с четырьмя высоко сросшимися, неравными, длиной около 1 мм лопастями, изнутри голый или с редкими волосками. Тычинки длиной около 10 мм, с голыми нитями, иногда при основании несущими несколько волосков.
Коробочка двугнездная, округлая или яйцевидная, на верхушке тупая, длиной 2—3 мм, шириной 2—2,5 мм, раскрывающаяся четырьмя зубчиками. Семена длиной около 0,75 мм, шириной 0,3 мм, овальные, тупые, бороздчато-бугорчатые.
Цветёт в июле.

## Таксономия
Вид Вероника сахалинская входит в род Вероника (Veronica) семейства Подорожниковые (Plantaginaceae) порядка Ясноткоцветные (Lamiales).
|  |                                      |  |                                                             |                                                             |                          |  | ещё 21 семейство (согласно Системе APG II) | ещё 21 семейство (согласно Системе APG II) |                          |  |  |  | ещё от 300 до 500 видов |
|  |                                      |  |                                                             |                                                             |                          |  | ещё 21 семейство (согласно Системе APG II) | ещё 21 семейство (согласно Системе APG II) |                          |  |  |  | ещё от 300 до 500 видов |
|  |                                      |  |                                                             | порядок Ясноткоцветные                                      |                          |  |                                            |                                            | род Вероника             |  |  |  |                         |
|  |                                      |  |                                                             | порядок Ясноткоцветные                                      |                          |  |                                            |                                            | род Вероника             |  |  |  |                         |
|  | отдел Цветковые, или Покрытосеменные |  |                                                             |                                                             | семейство Подорожниковые |  |                                            |                                            | вид Вероника сахалинская |  |  |  |                         |
|  | отдел Цветковые, или Покрытосеменные |  |                                                             |                                                             | семейство Подорожниковые |  |                                            |                                            |                          |  |  |  |                         |
|  |                                      |  | ещё 44 порядка цветковых растений (согласно Системе APG II) | ещё 44 порядка цветковых растений (согласно Системе APG II) |                          |  |                                            | ещё 90 родов                               | ещё 90 родов             |  |  |  |                         |
|  |                                      |  |                                                             | ещё 44 порядка цветковых растений (согласно Системе APG II) |                          |  |                                            |                                            | ещё 90 родов             |  |  |  |                         |